# نوکیا اکس۲
نوکیا اکس ۲ به انگلیسی(Nokia X2-00) یک گوشی جدید از سری اکس است که با امکانات نسبتاً خوب و قیمت ارزان بفروش می‌رسد. ابعاد آن۱٫۳۳×۴٫۷×۱۱٫۱سانتیمتر و وزن آن ۸۱ گرم است. این گوشی از یک نمایشگر ۲٫۲ اینچی با وضوح ۲۴۰ × ۳۲۰ و قابلیت نمایش ۲۵۶۰۰۰ رنگ با زاویه دید نچندان خوب بهره می‌برد. باتری آن در حالت شارژ کامل می‌تواند تا۲۷ ساعت پخش موسیقی را پشتیبانی نماید و زمان انتظار آن ۶۲۴ ساعت و حداکثر زمان مکالمه آن با باتری ۱۳ ساعت و ۳۰ دقیقه‌است. این تلفن همراه با رنگ‌های بدنه نقره ای-آبی و سیاه-قرمز در دسترس است. اکس۲ مجهز به یک دوربین ۵ مگاپیکسلیست که فلاش LED دارد، همچنین مجهز به ویرایشگر فیلم و عکس است. اکس ۲ هم مانند دیگر گوشی‌های سری اکس از پخش موسیقی خوبی برخوردار است. اکس۲ از نظر همانند اکس۳ است با این تفاوت که دوربین اکس۲ ۵ مگاپیکس است و هم ارزان تر است. کیفیت دوربین عکاسی اکس ۲ خوب است ولی کیفیت فیلمبردای متوسط به پایین است. اکس۲ یک گوشی بسیار سبک نیز می‌باشد که دارای ظاهری شیک و زیباست.

## دوربین
نوکیا ایکس۲ دارای یک دوربین ۵مگاپیکسلی با فلش ال ای دی است. از دیگر امکانات آن می‌توان به رادیو اف ام، نرم‌افزار ارسال و دریافت ایمیل، مرورگر اینترنت، وجود مرورگر اپرا مینی به صورت پیش فرض، خروجی صوتی استاندارد، پیام چندرسانه‌ای، پخش‌کننده موسیقی، عکاسی و فیلمبرداری اشاره کرد. این گوشی می‌تواند از شبکه با باندهای GSM ۸۵۰، GSM ۹۰۰، GSM ۱۸۰۰ و GSM ۱۹۰۰کار کند؛ همچنین می‌تواند از فناوری EDGE نیز استفاده کند. نوکیا ایکس۲ از اجرای نرم‌افزار جاوا نیز پشتیبانی می‌کند.این تلفن همراه، دارای دو بلندگوی استریو است که در پشت دستگاه قرار دارند.
- دوربین ۵ مگاپیکسل)2592 x ۱۵۴۴ [[پیکسل([[*عمق فوکوس افزایش یافته (EDOF)
- فلاش LED
- تا ۴ برابر بزرگنمایی]])دیجیتال([[
- فوکوس کامل
- نمایشگر تمام صفحه
- قالب‌های تصاویر ثابت: JPEG و RAW10
- کاهش نویز

## رادیو
- رادیوی FM استریو)۸۷٫۵-۱۰۸ مگاهرتز/۷۶-۹۰ مگاهرتز(
- دانلود تنظیمات رادیو از دایرکتوری ایستگاه
- تم قابل تغییر مخصوص رادیو

## امکاناتموسیقی
- پخش کننده رسانه با برچسب‌های اطلاعاتی ID3 و پشتیبانی از آلبوم هنری
- پشتیبانی از فروشگاه موسیقی نوکیا
- کدخوان‌های موسیقی: mp3]]، AAC، eAAC، eAAC]]+ و WMA
- پشتیبانی از بلوتوث استریو نسخه ۲٫۱
- بلندگو‌های استریوی دوتایی
- اکوالایزر
- گسترش استریو
- تم قابل تغییر پخش‌کننده رسانه
- پشتیبانی DRM از WMDRM10، OMA DRM 2.0

## ایمیلو پیام رسانی
- ابزار ایمیل با استفاده آسان Nokia Messaging Service 2.0
- ویرایشگر مشترک پیام کوتاه/پیام چند رسانه‌ای
- پیام رسانی فوری از طریق Ovi Chat
- پیام رسانی صوتی Nokia Xpress
- پیام رسانی فلش

## برنامه‌ها
- مبدل
- مبدل اندازه‌ها
- ساعت جهانی
- Web Search
- شمارنده معکوس
- زمان‌سنج
- ساعت جهانی
- مرورگر Opera Mini
- Facebook)فقط در بازارهای مرتبط(
- لغتنامه چینی[نیازمند ابهام‌زدایی])فقط در بازارهای مرتبط(
- Nokia Life Tools)فقط در بازارهای مرتبط(
- Nokia Money)فقط در بازارهای مرتبط)

## به اشتراک گذاری و پخش ویدیو
- کدخوان‌های: MPEG-4]]، 3GPP]] و H.263 و H.264
- پشتیبانی از دانلود، پخش آنلاین و دانلود پیشرفته
- پشتیبانی از تصویر .nfl)محتوای FlashLite)

## تغییرات سلیقه‌ای
- صفحه خانگی با قابلیت سفارشی کردن:

- اسباب (Widgets)
- تم‌ها
- آیکون‌ها
- میانبرها
- منو
- پروفایل‌های قابل تغییر بر اساس سلیقه
- زنگ‌ها: mp3، AAC، eAAC، eAAC+، WMA و ۶۴ آوای
- زنگ‌های تصویری تم‌ها - تصاویر پس زمینه - محافظه‌های صفحه نمایش - زنگ‌ها - تم‌های از پیش نصب شده - تم‌های رنگی قابل تعویض

## حافظه
- شیار کارت حافظه حافظه اس‌دی، قابل تعویض در حالت روشن، تا ۱۶ گیگابایت
- حافظه داخلی: ۴۸ مگابایت

## دوربینویدیویی
- ضبط ویدئو با کیفیت [[Q[[VGA با سرعت ۲۰ فریم در ثانیه
- طول کلیپ تصویری: به حافظه آزاد قابل استفاده بستگی دارد
- قالب فایل ویدئو: .mp4)پیش فرض(, .۳جی‌پی و ۳جی۲)برای MMS(
- تنظیمات مخصوص توازن سفیدی و جلوه تون رنگی
- تا ۴ برابر بزرگنمایی دیجیتال

## شبکهاطلاعاتی
- GPRS کلاس B، چند شکافی کلاس ۳۲، حداکثر سرعت ۱۰۷/۶۴٫۲ کیلوبیت بر ثانیه (DL/UL) •EGPRS کلاس B، چند شکافی کلاس ۳۲، حداکثر سرعت ۲۹۶/۱۷۷٫۶ مگابیت بر ثانیه/ پشتیبانی از TCP/IP قابلیت استفاده به عنوان مودم پشتیبانی از همگام سازی تماس‌ها، تقویم و یادداشت‌های MS Outlook

## صفحه نمایش و رابط کاربری
- اندازه: ۲٫۲"
- وضوح پرونده: 320 x 240 پیکسل (QVGA TFT)
- تا ۲۶۰٬۰۰۰ رنگ

## عکسبرداری
- چرخش تصویر)در حالت ویرایش تصویر یا با تغییر حالت از عمودی به افقی(
- زمان‌سنج داخلی: عکس پس از ۳، ۵ یا ۱۰ ثانیه گرفته می‌شود
- تنظیمات توازن سفیدی و جلوه تون رنگی
- بارگذاری عکس از طریق Flickr یا بلوتوث

## فرکانسمخابراتی
- EGSM چهار باندی ۸۵۰/۹۰۰/۱۸۰۰/۱۹۰۰
- تعویض خودکار بین باندهای GSM
- حالت پرواز

## قابلیت اتصال
- رابط شارژر ۲ میلی‌متری
- بلوتوث استریو نسخه ۲٫۱ همراه با Enhanced Data Rate *

پشتیبانی از انطباق از طریق SyncML به صورت محلی و راه دور
- USB]] 2.0]] پر سرعت)رابط micro USB(
- شارژ از طریق USB
- رابط ۳٫۵ میلیمتری AV

## کدخوان‌ها و فرمت‌های ویدئویی
- با کیفیت MPEG4، QVGA با سرعت ۲۰ فریم در ثانیه

## کلیدها و نحوه وارد کردن اطلاعات
- کلید Five-way Navi با کلیدهای نرم، کلیدهای تماس و پایان تماس
- دکمه مخصوص دوربین
- دکمه‌های مخصوص موسیقی

## مدیریت تماس
- تماس‌ها: پایگاه داده پیشرفته تماس‌ها با پشتیبانی از جزئیات تلفن و ایمیل متعدد برای هر ورودی و تصاویر کوچک
- شماره‌گیری سریع
- ثبت تمامی تماس‌های خروجی، ورودی و پاسخ داده نشده
- بلندگوی هندزفری مکالمه داخلی

## مدیریت اطلاعات شخصی (PIM)
- اطلاعات مشروح تماس
- تقویم
- فهرست کارهای روزانه
- یادداشت‌ها
- ضبط صدا
- ماشین حساب
- ساعت

## مرورگروب واینترنت
- مرور کامل وب برای صفحات وب واقعی
- دارای مرورگر اپرا مینی که عمل تفسیر صفحات وب را برای گوشی‌های همراه بهینه می‌کند پشتیبانی از پخش آنلاین فیلم
- پشتیبانی از Adobe FlashLite 3.0
- پشتیبانی از Java MIDP 2.1
- دسترسی به Facebook، MySpace، YouTube و سایر شبکه‌های اجتماعی آنلاین

## سایر موارد
- حافظه داخلی ۴۸ مگابایتی، قابل افزایش تا ۱۶ گیگابایت با استفاده از کارت اضافی microSD
- اتصال USB 2.0 پر سرعت
- اتصال بی سیم بلوتوث 2.1 EDR